# Józef Proszowski
Józef Proszowski (ur. 24 kwietnia 1904 w Częstochowie, zm. 20 stycznia 1961 w Warszawie) – polski rzeźbiarz i medalier.

## Życiorys

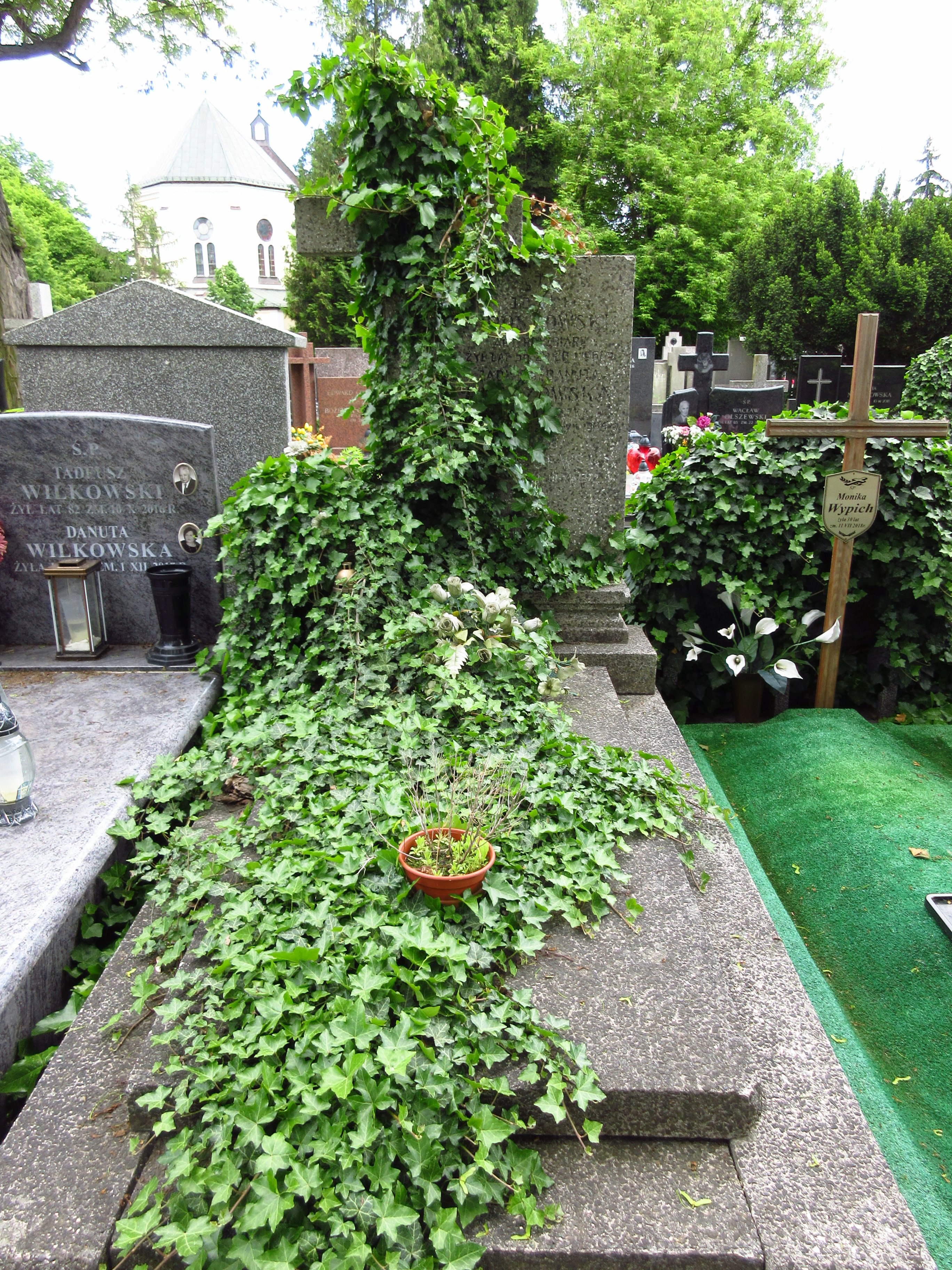
Grób Józefa Proszowskiego na cmentarzu Bródnowskim

Jego ojcem był artysta rzeźbiarz Józef Baltazar Proszowski, który zmarł w 1906, matką zaś Maria z Cieplińskich. Po ukończeniu w 1925 gimnazjum im. Henryka Sienkiewicza w Częstochowie wyjechał do Warszawy, gdzie rozpoczął studnia w Szkole Sztuk Pięknych pod kierunkiem prof. Tadeusza Breyera. Przyłączył się do spółdzielni rzeźbiarskiej "Forma", a po ukończeniu nauki postanowił pozostać w stolicy. W 1930 otrzymał nagrodę za zajęcie III miejsca w konkursie na medal upamiętniający powstanie listopadowe. Pierwszą dużą realizacją rzeźbiarską był realizowany wspólnie z Ryszardem Krzysztofowiczem pomnik Bitwy pod Grunwaldem w Uzdowie, kolejnymi projektami były pomniki w Kaliszu i Gdyni. Otrzymał I nagrodę za projekt pomnika Józefa Piłsudskiego w Tarnopolu, w 1937 uczestniczył w Pierwszym Ogólnopolskim Salonie Rzeźby, gdzie wystawił pięć rzeźb z gipsu. W tym samym roku otrzymał III nagrodę za projekt pomnika Józefa Piłsudskiego w Katowicach oraz IV nagrodę za projekt pomnika nagrobnego Gustawa Konstantego Orlicz-Dreszera na Oksywiu w Gdyni. Podczas okupacji kontynuował prace rzeźbiarskie, zaś po upadku powstania warszawskiego został uwięziony w obozie jenieckim koło Wrocławia. W 1947 uczestniczył w konkursie na pomnik Czynu Powstańczego na Górze św. Anny oraz pomnik Tadeusza Kościuszki w Łodzi, w 1951 otrzymał wyróżnienie za projekt pomnika Fryderyka Chopina, otrzymał stypendium Rady Ministrów. Pierwsza połowa lat 50. XX wieku to prace Józefa Proszowskiego nad popiersiami Fryderyka Chopina, Adama Mickiewicza i Mikołaja Kopernika, w 1956 jego prace uczestniczyły w Międzynarodowej Wystawie Rzeźby i Grafiki w Cararze we Włoszech, gdzie otrzymał wyróżnienie. W 1957 wziął udział w wystawie Rzeźba Warszawska. 
Pochowany na cmentarzu Bródnowskim (kw. 11D, rząd IV, grób 15).